# Partido Socialista (Irlanda)

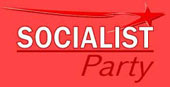
Símbolo do partido socialista irlandês.

O Partido Socialista (em inglês: Socialist Party; em gaélico: Páirtí Sóisialach) é um partido político da Irlanda de esquerda ou extrema-esquerda. Fundado em 1996, por ex-membros do Partido Trabalhista que, se organizavam, na tendência conhecida por "Militante", de ideologia trotskista. Importa referir, que, a tendência "Militante" foi expulsa do Partido Trabalhista por tentativa de controlo do partido e imposição de uma ideologia mais radical, segundo o dito partido.
Em 2014, o partido, oficialmente, mudou o seu nome para Parem com o Imposto da Água - Partido Socialista, apesar de continuar a ser tratado apenas por Partido Socialista.
O líder do partido, desde da sua fundação, é Joe Higgins, integrando, a nível nacional, a Aliança Anti-Austeridade, a nível europeu, a Esquerda Anticapitalista Europeia e, a nível internacional, o Comité por uma Internacional dos Trabalhadores.

## Resultados Eleitorais

### Eleições legislativas
| Data | Votos  | %         | +/- | Deputados | +/-     | Status            | Coligação |
| ---- | ------ | --------- | --- | --------- | ------- | ----------------- | --------- |
| 1997 | 12 445 | 0,7 (9.º) |     | 1 / 166   |         | Oposição          |           |
| 2002 | 14 896 | 0,8 (7.º) | 0,1 | 1 / 166   | Estável | Oposição          |           |
| 2007 | 13 218 | 0,6 (7.º) | 0,2 | 0 / 166   | 1       | Extra-parlamentar |           |
| 2011 | 26 770 | 1,2 (6.º) | 0,6 | 2 / 166   | 2       | Oposição          |           |
| 2016 | N/D    | N/D       |     | 3 / 158   | 1       | Oposição          | AAA-PBP   |

### Eleições europeias
| Data | Votos  | %         | +/- | Deputados | +/-     |
| ---- | ------ | --------- | --- | --------- | ------- |
| 1999 | 10 619 | 0,8 (6.º) |     | 0 / 15    |         |
| 2004 | 23 218 | 1,3 (6.º) | 0,5 | 0 / 13    | Estável |
| 2009 | 50 510 | 2,7 (6.º) | 1,4 | 1 / 12    | 1       |
| 2014 | 29 953 | 1,8 (6.º) | 0,9 | 0 / 11    | 1       |